# Hunei
Hunei (chiń. upr. 湖内区; chiń. trad. 湖內區; pinyin Húnèi qū; Wade-Giles Hu-nei ch’ü) – dzielnica (chiń. 區, qū) w rejonie Gangshan miasta wydzielonego Kaohsiung na Tajwanie. 
23 czerwca 2009 komitet przy Ministrze Spraw Wewnętrznych Republiki Chińskiej zarekomendował scalenie dotychczasowego powiatu Kaohsiung (chiń. trad. 高雄縣; pinyin Gāoxióng xiàn) i miasta wydzielonego Kaohsiung (chiń. trad. 高雄直轄市; pinyin Gāoxióng zhíxiáshì) w jedno miasto wydzielone; wszystkie gminy wiejskie (chiń. 鄉, xiāng), jak Hunei, miejskie oraz miasta wchodzące w skład powiatu zostały przekształcone w dzielnice (chiń. 區, qū). Ustawa weszła w życie 25 grudnia 2010 roku.
Populacja dzielnicy Hunei w 2016 roku liczyła 29 876 mieszkańców – 14 657 kobiet i 15 219 mężczyzn. Liczba gospodarstw domowych wynosiła 10 751, co oznacza, że w jednym gospodarstwie zamieszkiwało średnio 2,78 osób.

## Demografia (2011–2016)
| Rok  | Liczba ludności | Gęstość zaludnienia | Kobiety | Mężczyźni | Gospodarstwa domowe |
| ---- | --------------- | ------------------- | ------- | --------- | ------------------- |
| 2011 | 28 806          | 1428                | 13 988  | 14 818    | 9770                |
| 2012 | 29 120          | 1444                | 14 147  | 14 973    | 10 027              |
| 2013 | 29 203          | 1448                | 14 219  | 14 984    | 10 146              |
| 2014 | 29 399          | 1458                | 14 349  | 15 050    | 10 346              |
| 2015 | 29 615          | 1468                | 14 486  | 15 129    | 10 571              |
| 2016 | 29 876          | 1481                | 14 657  | 15 219    | 10 751              |